# Voz gramatical
La voz gramatical es la categoría gramatical asociada al verbo que indica la relación semántica existente entre el sujeto, el verbo y el objeto, que permite decidir si el sujeto es un sujeto agente o un paciente, es decir, su papel temático dentro de la oración. 
La voz gramatical es un tipo de diátesis gramatical.
Así por ejemplo en un verbo en voz activa del español usualmente el sujeto es un sujeto agente y el objeto un paciente o tema, sin embargo, con la correspondiente forma pasiva del mismo verbo el sujeto deberá ser interpretado como un sujeto paciente. Es decir, el papel temático depende de qué forma morfológica tenga el verbo.

## Introducción
La voz gramatical es una categoría que puede asumir diversos valores, por ejemplo en español y la mayoría de lenguas europeas modernas, la voz gramatical de un verbo puede asumir al menos dos valores diferentes [+activo] (voz activa) y [-activo] (voz pasiva). En esas mismas lenguas la voz gramatical se suele señalar mediante la forma que adopte el verbo, así las llamadas "formas activas del verbo" tienen un valor [+activo] y las "formas pasivas del verbo" tienen el valor [-activo]. Según el valor de esa categoría el sujeto sintáctico se interpreta según la teoría-θ de una manera o de otra. Por tanto el valor realizado de la categoría de voz puede interpretarse como una señal que dice como interpretar el papel de los participantes en la predicación verbal. 
El cambio de papeles temáticos que supone la voz gramatical puede alterar el número de participantes verbales que deben aparecer obligatoriamente en la oración. Así en un verbo transitivo puro en forma activa del español, la oración requiere que se expresen obligatoriamente dos participantes. Por ejemplo con el verbo fundar es un transitivo puro:
Colón fundó la ciudad de La Isabela (oración completa)
 Fundó la ciudad de la Isabela en 1494 (oración con sujeto elíptico)
*Colón fundó (oración incompleta y por tanto gramaticalmente incorrecta)
Sin embargo la forma pasiva de dicho verbo sólo requiere que se exprese el paciente (que sintácticamente será un sujeto):
La ciudad de La Isabela fue fundada en 1494
Es decir, las formas pasivas siempre se comportan sintácticamente como intransitivos, por esa razón se considera que la voz gramatical es una forma de diátesis, un proceso más general que se refiere a la valencia de los verbos, es decir, el número de argumentos necesarios para "saturar" una predicación verbal.

### Lista de voces gramaticales
Una lista amplia del tipo de voces que aparecen en las lenguas del mundo es:
- Voz activa o directa, presente en todas las lenguas con alineamiento morfosintáctico.
- Voces inversas
  - Voz pasiva, presente en prácticamente todas las lenguas nominativo-acusativas.
    - Voz pasiva impersonal

  - Voz antipasiva, presente en prácticamente todas las lenguas absolutivo-ergativas.
- Voces medias, presentes en algunas lenguas indoeuropeas.
  - Voz mediopasiva, este tipo de voz ocurre en griego clásico.
  - Voz media
  - Voz reflexiva, el sujeto y el objeto del verbo son la misma persona, como en Yo me corto.
  - Voz recíproca
- Otras voces
  - Voz causativa, presente por ejemplo en el náhuatl: ti-mic-tia cihuameh (tú morir CAUS mujeres) 'tú haces que las mujeres estén muertas', 'tú matas mujeres'.
  - Voz aplicativa, presente en náhuatl, huichol y otras lenguas utoaztecas
  - Voz adiuvativa
  - Voz circunstancial o referencial, aparece en las lenguas mayas.

## Voces directas e inversas
La mayoría de lenguas del mundo no simétricas, es decir, las que tienen un marcaje o posición distintiva para el sujeto sintáctico y el objeto sintáctico, poseen una voz directa para expresar la relación entre el agente y el paciente, llamada voz activa o directa, y una forma en que el paciente puede tener el marcaje y la posición del agente con tal de que el verbo admita una marca de esa «inversión» de papeles temáticos.
La forma con «inversión» de papeles temáticos recibe el nombre de voz pasiva en las lenguas nominativo-acusativas y de voz antipasiva en las lenguas absolutivo-ergativas. En las lenguas simétricas no suele existir ningún tipo de voz inversa (pasiva o antipasiva).

### Voz activa
La voz activa o directa es la voz no marcada o más frecuente en las oraciones de una lengua ya sea esta lengua nominativo-acusativa o absolutivo-ergativa. En ella el agente consciente de una acción que realiza, ejecuta o controla la acción del verbo, es decir, es un sujeto agente: Pedro come pan. El verbo come está en voz activa, porque su sujeto, Pedro, realiza la acción del mismo.

### Voz pasiva
La voz pasiva es una construcción o conjugación verbal en algunas lenguas por la cual se presenta al sujeto como pasivo (sujeto paciente), mientras que la acción ejecutada por el verbo es desempeñada por un complemento (complemento agente) y no por el sujeto agente del verbo en voz activa. La voz pasiva convierte un verbo transitivo en un verbo intransitivo con un solo argumento principal posible, el sujeto; el agente en cambio se expresa mediante un adjunto marcado con caso oblicuo o preposicional.

### Voz antipasiva
La voz antipasiva es un tipo de voz gramatical que o bien no incluye el objeto o bien incluye el objeto en un caso oblicuo. Se da principalmente en lenguas ergativas.

## Voces medias

### Voz media
Existe un intermedio que comparte características con la voz activa y la voz pasiva. Esta construcción sólo se puede realizar con algunos verbos transitivos y consiste en que para el sujeto de la oración (al igual que en las construcciones perifrásticas y reflejas) existe una oración correspondiente en voz activa cuyo complemento directo es dicho sujeto.
Por ejemplo para una oración en voz activa como la siguiente:
Rompe el cristal.
existe una oración en voz media:
El cristal se rompe fácilmente.
El verbo nunca es pasivo en las oraciones medias. La interpretación es distinta respecto a la oración pasiva. 
En principio, la voz media designa que el proceso o la acción del verbo afectan al sujeto, es decir que el agente es el paciente. Formalmente, la presencia de un afijo verbal de persona, el pronombre se, marca la voz media. Sin embargo, esta definición es demasiado amplia. Mendikoetxea (1999: 1641) la restringe así:

[L]as oraciones medias con se son proposiciones estativas, de aspecto genérico, que necesitan la presencia de algún modificador adverbial [...] [, como, por ejemplo,] muy bien, con lejía, fácilmente, más deprisa [.]

Además, las propiedades genéricas que se predican del sujeto sólo se deben a características intrínsecas de este. 
En una oración media, pues, no se predica una acción del sujeto sino que se le asocia una propiedad. Del sujeto tampoco se predica algo que se sitúe en un momento y un lugar determinados, sino que se da cuenta de la posible participación de la clase de entidades que denota el sujeto en un evento con las cualidades que denota el verbo. Es decir, la clase de entidades que denota el sujeto tiene determinadas cualidades por lo que cada uno de los representantes concretos que se incluyen en esta pueden eventualmente participar en un momento y un lugar específicos en la acción que el verbo
denota. Conviene citar un ejemplo para que todo quede claro. Una oración como Este cristal se rompe (con facilidad) "da cuenta de la posibilidad de que una entidad pueda participar en un evento de esas características: un tipo específico de cristal tiene la propiedad de romperse y, por eso, ejemplares concretos de este tipo podrán participar en eventos específicos de romper." (Fernández 2003: 2)

## Voces oblicuas
Las voces oblicuas son las que hacen que un adjunto, generalmente marcado con caso oblicuo o preposicional, sea "promovido" a la posición de objeto o sujeto siendo entonces marcado como tal. Entre estas voces están:
- La voz referencial, de las lenguas mayas.
- La voz instrumental, de las lenguas mayas.
- La voz causativa, de las lenguas uto-aztecas.
- La voz aplicativa, de las lenguas uto-aztecas.

Algunos autores consideran que las voces anteriores pueden ser consideradas como derivativos verbales, porque cambian el significado del verbo. El término voz se justifica porque el mismo estado de hechos o proposición lógica con los mismos intervinientes puede expresarse mediante dos voces distintas, en las que el papel sintáctico de cada participante ha cambiado.

### Voces referencial e instrumental
Las voces referenciales se usan para promover un participante oblicuo como un dativo, un benefactivo o un poseedor de paciente hacia la posición de objeto del verbo. El participante promovido lleva por tanto marca de objeto, mientras que el participante que era objeto ya no aparece en la frase.
En tzotzil el uso de la voz referencial es obligatorio cuando existe un participante que semánticamente sería benefactivo o dativo y no existe otro objeto. En ese caso el verbo añade el sufijo -b'e o -b':
(Dativo) ch-a-k-al-b'-ot [TEMP-2P.ABS-1P.ERG-decir-2P.ABS] 'te lo diré'
(Benefactivo) ch-a-j-mil-b'e-ik 'te los mandaré'
(Malefactivo) ch-i-poj-b'-un 'me lo arrebatará'
(Poseedor de paciente) n-a-tik-b'-un j-wakax 'encerraste mi ganado'

### Voces causativa y aplicativa
La voz causativa se forma sufijando al verbo un sufijo que hace que el complemento sintáctico obligatorio u objeto directo del verbo en causativo sea el experimentador de la voz directa, y el agente o causante del estado pase a ser el sujeto sintáctico del verbo en voz en causativa. Por ejemplo en náhuatl tenemos las oraciones:
Čiči-ton ō-mik (perro-DIM PAS-'morir') 'el perrito murió'
Siwaλ čiči-ton ō-mik-tih (mujer perro-DIM PAS-'morir'-CAUS.PRFCT) 'la mujer hizo que el perrito muriera' [=' la mujer mató al perrito']
En la primera oración '(el) perrito' es un experimentante y no se menciona quién o qué le causó la muerte. La segunda oración describe esencialmente el mismo hecho especificando el agente causante ('(la) mujer') que funciona como sujeto de la nueva oración. En esta última oración el experimentante 'perrito' es el objeto directo. En náhuatl la forma de habitual para el causativo es -tia (-tih, en las formas de perfecto) y para algunos verbos, -ltia (-ltih en perfecto).
La voz aplicativa "eleva" el complemento indirecto a complemento directo. Es decir, dada una oración en voz directa en la cual un determinado participante es el objeto indirecto; su correspondiente aplicativa tiene el mismo sujeto pero tiene por objeto directo el mismo que antes desempeñaba el papel de indirecto. Es decir, se promueve a complemento sintáctico del verbo lo que antes era un complemento oblicuo. Esta voz existe por ejemplo en las lenguas utoaztecas, pero también existe en mapuche:
(1a) ngillay epu kofke 'compró dos panes'
(1b) ngillañmafi epu kofke mi ñuke 'le compró dos panes a tu madre [que los vendía]'
(1c) ngillalelfi epu kofke mi ñuke 'compró dos panes para tu madre'
(1d) ngillañmañmaeymew epu kokfe mi ñuke 'le compró dos panes a tu madre [que los vendía]'
En 1a, el agente compra los panes sin intervenir otra persona; en 1b se los compra a una mujer, madre del interlocutor; en 1c los compra para la mujer; en cambio en 1d el aplicativo se repite y ahora el paciente sobre quien recae el beneficio de la compra es el interlocutor, quedando su madre relegada a un segundo plano.
Otro ejemplo más:
(2a) leli-e-n (mirar-2.ªERG-1.ªABS) 'me miraste'
(2b) leli-lel-e-n (mirar-APL-2.ªERG-1.ªABS) '[lo] miraste para mí'
En (2a) el paciente es la primera persona (marcada en caso absolutivo). Mientras que en (2b), la primera persona marcada (igualmente en caso absolutivo) es el benefactivo de la oración.
También en las lenguas bantúes es común el uso de voz aplicativa, por ejemplo en setswana se tiene el sufijo aplicativo -éd:
(3a) kì-bíd-ítsè bàná 'Llamé a los niños'
1.SUJ-llamar-PSDO CL2.niños
(3b) kì-bíd-éd-ítsè bàná dìjɔ̀ 'Llamé a los niños para la comida'
1.SUJ-llamar-APL-PSDO CL2.niños CL8.comida.
(3c) kì-bíd-éd-ítsè bàná ŋàkà 'Llamé al doctor para los niños'
1.SUJ-llamar-APL-PSDOCL2.niños CL9.doctor.